# Ghiacciaio Vivaldi
Il ghiacciaio Vivaldi è un ghiacciaio situato sull'isola Alessandro I, al largo della costa della Terra di Palmer, in Antartide. Il ghiacciaio si trova in particolare sulla costa centro-occidentale dell'isola, dove fluisce verso sud, a partire dal nevaio Purcell, scorrendo tra i colli Lully, a est, e le montagne di Colbert, a ovest, fino a entrare nell'insenatura di Schubert, dalla parte opposta rispetto al ghiacciaio Balakirev.

## Storia
Il ghiacciaio Vivaldi è stato mappato nel 1960 da Searle, un cartografo del British Antarctic Survey (al tempo ancora chiamato "Falkland Islands Dependencies Survey", FIDS), sulla base di fotografie aeree scattate durante la spedizione antartica di ricerca comandata da Finn Rønne, svoltasi nel 1947-48, ed è stato così battezzato nel 1961 dal Comitato britannico per i toponimi antartici in onore di Antonio Vivaldi, il famoso compositore veneziano. Inizialmente chiamata, "depressione Vivaldi", la formazione geografica fu identificata come ghiacciaio solamente nel 1979 grazie ad immagini satellitari scattate dai satelliti Landsat, che resero evidenti le linee del flusso di ghiaccio.